# Équipe d'Angola féminine de handball aux Jeux olympiques d'été de 2016
Cet article relate le parcours de l'Équipe d'Angola féminine de handball aux Jeux olympiques d'été de 2016, organisés au Brésil. Il s'agit de la 6e participation de l'Angola aux Jeux olympiques.

## Résultats

### Poule A
|   | Équipe     | Pts | J | G | N | P | Bp  | Bc  | Diff | Dép |
| - | ---------- | --- | - | - | - | - | --- | --- | ---- | --- |
| 1 | Brésil     | 8   | 5 | 4 | 0 | 1 | 138 | 117 | 21   | +3  |
| 2 | Norvège    | 8   | 5 | 4 | 0 | 1 | 141 | 121 | 20   | -3  |
| 3 | Espagne    | 6   | 5 | 3 | 0 | 2 | 125 | 116 | 9    | -   |
| 4 | Angola     | 4   | 5 | 2 | 0 | 3 | 116 | 128 | -12  | +4  |
| 5 | Roumanie   | 4   | 5 | 2 | 0 | 3 | 108 | 119 | -11  | -4  |
| 6 | Monténégro | 0   | 5 | 0 | 0 | 5 | 107 | 134 | -27  | -   |

|  | Qualifié pour les quarts de finale                                                                                     |
|  | Éliminé |
|  | Pts points ; J joués ; G victoires ; N nuls ; P défaites BP buts marqués ; BC buts encaissés ; Diff différence de buts |

Remarque : toutes les heures sont locales (UTC−3). En Europe (UTC+2), il faut donc ajouter 5 heures.

#### Journée 1
| 6 août 2016 19 h 50 | Roumanie | 19 - 23  | Angola   | Future Arena, Rio de Janeiro Affluence : 4 465 Arbitrage : Koo, Lee |
| 6 août 2016 19 h 50 | Neagu 8  | (9 - 11) | Guialo 5 | Future Arena, Rio de Janeiro Affluence : 4 465 Arbitrage : Koo, Lee |
| 6 août 2016 19 h 50 | ×2       | Rapport  | ×3 ×5    | Future Arena, Rio de Janeiro Affluence : 4 465 Arbitrage : Koo, Lee |

#### Journée 2
| 8 août 2016 21 h 50 | Angola            | 27 - 25   | Monténégro  | Future Arena, Rio de Janeiro Affluence : 5 975 Arbitrage : Alpaidze, Berekzina |
| 8 août 2016 21 h 50 | Guialo 7          | (12 - 12) | Bulatović 9 | Future Arena, Rio de Janeiro Affluence : 5 975 Arbitrage : Alpaidze, Berekzina |
| 8 août 2016 21 h 50 | ×2 ×8 ×1 (direct) | Rapport   | ×2 ×4       | Future Arena, Rio de Janeiro Affluence : 5 975 Arbitrage : Alpaidze, Berekzina |

#### Journée 3
| 10 août 2016 16 h 40 | Norvège | 30 - 20  | Angola   | Future Arena, Rio de Janeiro Affluence : 6 332 Arbitrage : Bonaventura, Bonaventura |
| 10 août 2016 16 h 40 | Mørk 8  | (16 - 8) | Guialo 8 | Future Arena, Rio de Janeiro Affluence : 6 332 Arbitrage : Bonaventura, Bonaventura |
| 10 août 2016 16 h 40 | ×2 ×3   | Rapport  | ×2 ×4 ×1 | Future Arena, Rio de Janeiro Affluence : 6 332 Arbitrage : Bonaventura, Bonaventura |

#### Journée 4
| 12 août 2016 9 h 30 | Angola     | 24 - 28   | Brésil      | Future Arena, Rio de Janeiro Affluence : 8 473 Arbitrage : Røen, Arntsen |
| 12 août 2016 9 h 30 | Bernardo 8 | (13 - 13) | Rodrigues 7 | Future Arena, Rio de Janeiro Affluence : 8 473 Arbitrage : Røen, Arntsen |
| 12 août 2016 9 h 30 | ×2 ×5      | Rapport   | ×4          | Future Arena, Rio de Janeiro Affluence : 8 473 Arbitrage : Røen, Arntsen |

#### Journée 5
| 14 août 2016 19 h 50 | Espagne           | 26 - 22   | Angola   | Future Arena, Rio de Janeiro Affluence : 8 325 Arbitrage : Pinto, Menezes |
| 14 août 2016 19 h 50 | Barbosa, Martin 7 | (13 - 12) | Guialo 6 | Future Arena, Rio de Janeiro Affluence : 8 325 Arbitrage : Pinto, Menezes |
| 14 août 2016 19 h 50 | ×4 ×5             | Rapport   | ×3 ×8    | Future Arena, Rio de Janeiro Affluence : 8 325 Arbitrage : Pinto, Menezes |

### Quarts de finale
| 16 août 2016 20 h 30 | Angola     | 27 - 31   | Russie       | Future Arena, Rio de Janeiro Arbitrage : Pinto, Menezes |
| 16 août 2016 20 h 30 | Bernardo 8 | (14 - 18) | Kuznetcova 5 | Future Arena, Rio de Janeiro Arbitrage : Pinto, Menezes |
| 16 août 2016 20 h 30 | ×3 ×4      | Rapport   | ×2 ×5        | Future Arena, Rio de Janeiro Arbitrage : Pinto, Menezes |